# Oligomenthus chilensis
Espèce
Oligomenthus chilensis est une espèce de pseudoscorpions de la famille des Menthidae.

## Distribution
Cette espèce est endémique de la région d'Antofagasta au Chili. Elle se rencontre vers Paposo.

## Étymologie
Son nom d'espèce, composé de chil[e] et du suffixe latin -ensis, « qui vit dans, qui habite », lui a été donné en référence au lieu de sa découverte, le Chili.

## Publication originale
- Vitali-di Castri, 1969 : Remarques sur la famille des Menthidae (Arachnida Pseudoscorpionida) à propos de la présence au Chili d'une nouvelle espèce, Oligomenthus chilensis. Bull Mus natn Hist nat Paris , sér. 2, vol. 41, p. 498-506 (texte intégral).